# Bowling for Soup (album)
Bowling for Soup è l'album di debutto della band pop punk Bowling for Soup, pubblicato nel 1995 dalla Que-so Records.
L'album fu stampato in sole 3000 copie, e attualmente è praticamente impossibile comprarne una.

## Tracce
1. Thirteen – 3:08
2. Shark – 5:01
3. Crayon – 3:13
4. Swim – 3:31
5. Nebraska – 3:39
6. Sandwich – 3:47
7. Sofa – 2:57
8. Pesticide – 2:40
9. Slurpee – 3:08
10. Hit – 4:24
11. Psycho – 3:59
12. Monopoly – 2:16
13. London – 6:20
14. Brooklyn Bridge – 1:35
15. Oliver – 3:27

## Formazione
- Chris Burney - chitarra, voce
- Jaret Reddick - voce, chitarra
- Erik Chandler - basso, voce
- Lance Morril - batteria, voce